# Hoàng Vân (xã)
Hoàng Vân là một xã thuộc tỉnh Bắc Ninh, Việt Nam.

## Địa lý
Xã Hoàng Vân có vị trí địa lý:
- Phía đông giáp xã Ngọc Thiện
- Phía tây giáp phường Vạn Xuân và xã Điềm Thụy, tỉnh Thái Nguyên
- Phía nam giáp các xã Hiệp Hòa và Hợp Thịnh
- Phía bắc giáp xã Kha Sơn, tỉnh Thái Nguyên.

Xã Hoàng Vân có diện tích 40,23 km², dân số 52.899 người, mật độ dân số đạt 1.314 người/km².

## Hành chính
Xã Hoàng Vân được chia thành 9 thôn: Bảo An, An Cập, Hoàng Liên, Lạc Yên 1, Lạc Yên 2, Lạc Yên 3, Liễu Ngạn, Vân Thạch, Vân Xuyên.

## Lịch sử
Đầu triều Nguyễn, xã Hoàng Vân thuộc huyện Hiệp Hòa.
Năm 1930, tổng Hoàng Vân thuộc huyện Hiệp Hòa có khoảng 450 suất đinh, gần 4.000 người.
Sau năm 1945, thành lập xã Tiền Tiến và xã Đồng Tiến trên cơ sở tổng Hoàng Vân.
Năm 1954, chia xã Tiền Tiến và xã Đồng Tiến chia thành 4 xã: Quyết Tiến, Hoàng An, Thanh Vân, Đồng Tân.
Xã Quyết Tiến (Hoàng Vân) gồm 4 thôn: Vân Xuyên, Liễu Ngạn, Vạn Thạch, Lạc Yên.
Ngày 27 tháng 10 năm 1962, Quốc hội ban hành Nghị quyết về việc thành lập tỉnh Hà Bắc trên cơ sở tỉnh Bắc Giang và tỉnh Bắc Ninh. Khi đó, xã Quyết Tiến (Hoàng Vân) thuộc huyện Hiệp Hòa, tỉnh Bắc Giang.
Năm 1971, đổi tên xã Quyết Tiến thành xã Hoàng Vân gồm 4 thôn: Vân Xuyên, Liễu Ngạn, Vạn Thạch, Lạc Yên.
Ngày 6 tháng 11 năm 1996, Quốc hội ban hành Nghị quyết về việc chia tỉnh Hà Bắc thành tỉnh Bắc Giang và tỉnh Bắc Ninh. Khi đó, xã Hoàng Vân thuộc huyện Hiệp Hòa, tỉnh Bắc Giang.
Ngày 28 tháng 6 năm 2012, UBND tỉnh Bắc Giang ban hành Quyết định số 827/QĐ-UBND về việc chia thôn Lạc Yên thành 3 thôn: Lạc Yên 1, Lạc Yên 2, Lạc Yên 3.
Ngày 28 tháng 9 năm 2024, Ủy ban Thường vụ Quốc hội ban hành Nghị quyết số 1191/NQ-UBTVQH15 về việc sắp xếp đơn vị hành chính cấp huyện, cấp xã của tỉnh Bắc Giang giai đoạn 2023 – 2025 (nghị quyết có hiệu lực từ ngày 1 tháng 1 năm 2025). Theo đó, sáp nhập toàn bộ 5,91 km² diện tích tự nhiên và quy mô dân số là 8.207 người của xã Hoàng An vào xã Hoàng Vân. Xã Hoàng Vân có 12,59 km² diện tích tự nhiên và quy mô dân số là 14.949 người.
Ngày 16 tháng 6 năm 2025, Ủy ban Thường vụ Quốc hội ban hành Nghị quyết số 1658/NQ-UBTVQH15 của UBTVQH về việc sắp xếp các đơn vị hành chính cấp xã của tỉnh Bắc Ninh năm 2025. Theo đó, sắp xếp toàn bộ diện tích tự nhiên, quy mô dân số của các xã Đồng Tiến (huyện Hiệp Hòa), Toàn Thắng, Ngọc Sơn và Hoàng Vân thành xã mới có tên gọi là xã Hoàng Vân.